# Arthroleptis lameerei
Arthroleptis lameerei de Witte, 1921 è un anfibio anuro, appartenente alla famiglia degli Artroleptidi.

## Etimologia
L'epiteto specifico è stato assegnato in onore di Auguste Lameere.

## Distribuzione e habitat
Si trova nel nord-est dell'Angola, nella Repubblica Democratica del Congo e nel Burundi occidentale.